# سیبل (فیلم)
سیبل (به ترکی استانبولی: Sibel) فیلم دراماتیک محصول سال ۲۰۱۸ به کارگردانی و فیلمنامه‌نویسی چاعلا زنجیرجی و گیوم جیووانتی است. این فیلم در جشنواره فیلم لوکارنو در ۳ اوت ۲۰۱۸ به نمایش درآمد. این فیلم همچنین در بخش «سینمای جهان معاصر» جشنواره بین‌المللی فیلم تورنتو ۲۰۱۸ قرار گرفت.

## موضوع
سیبل که با پدر و خواهرش در منطقه‌ای کوهستانی در دریای سیاه زندگی می‌کند و بی‌صدا است، فقط می‌تواند با زبان سوت‌زده قدیمی و فراموش‌شده ارتباط برقرار کند. زندگی دختر جوان، که توسط روستائیان شوم و محروم شناخته می‌شود، وقتی روزی با غریبه‌ای که هنگام قدم زدن در جنگل در حال پنهان شدن است، روبرو می‌شود، کاملاً متفاوت می‌شود.

## بازیگران
- داملا سونمز: سیبل
- امین گورسوی: امین
- ارکان کولچاک کوستندیل: علی
- الیت ایشجان: فاطما
- مرال چتین‌کایا: نارین
- گولچین کولتور شاهین: فریده